# Demonstrating My Style
Demonstrating My Style – drugi pełny album hardcore'owego zespołu Madball.

## Lista utworów
1. "Demonstrating My Style" – 1:59
2. "Unity" – 1:52
3. "Live Or Die" – 2:07
4. "Pride (Times Are Changing)" – 2:38
5. "Streets Of Hate" – 1:35
6. "Back Of The Bus" – 1:16
7. "Hardcore Still Lives!" – 0:06
8. "Nuestra Familia" – 2:02
9. "5-0" – 2:11
10. "Addict" – 1:45
11. "True To The Game" – 2:01
12. "Godfather" – 1:27
13. "In Memory Of..." – 1:25
14. "Ball Of Destruction" – 4:36
15. "Your Fall" (utwór ukryty; cover Agnostic Front z albumu One Voice z 1992, muz. Matt Henderson, sł. Roger Miret) – 3:38

## Twórcy
Skład grupy
- Freddy Cricien – śpiew[2], teksty utworów[3]
- Matt Henderson – gitara elektryczna[2], aranżacje[3]
- Hoya – gitara basowa[2], tekst jednego utworu[3]
- Will Shepler – perkusja[2]

Udział innych
- Keith Bitter, Ian (Reason Enough), Rob Lind, Erick Medina (Blood for Blood) – śpiew dodatkowy[2]
- Jamie Lock – produkcja muzyczna, inżynieria dźwięku, miksowanie[2]
- Dave Winslow, Jenga Joe – asystenci inżynierii[2]
- Chris Gehringer – mastering[2]
- Howie Abrams – A&R[2]
- Modino Graphics – projekt[2]

## Opis
Utwory powstały zimą 1996. Materiał został nagrany w Brown Sound i Metropolis Recording, zmiksowany w drugim z tych studiów, zaś zmasterowany w Hit Factory. W pierwszym z tych miejsc odpowiedzialny za nagrania był producent Jamie Lock. Przy początkowych pracach nad albumem uczestniczył jeszcze gitarzysta Vinnie Stigma (narodziny syna oraz problemy zdrowotne z ręką), który odszedł ze składu, w związku z czym Madball z kwintetu zamienił się w kwartet.
- Tytuł płyty oznaczał demonstrowanie stylu członków zespołu, czyli hardcore, zaś głównym przesłaniem pozostawało motto hardcore still lives (pol. hardcore wciąż żyje)[3]. Na okładce płyty wykorzystano zdjęcie pochodzące z Bettmann Archive. Wykorzystano także fotografię B.J. Pappas[2].
- Utwór pt. "In Memory Of..." jest poświęcony przyjacielowi Freddy'ego Criciena, który popełnił samobójstwo, jednak z zamierzeniu autora może być zadedykowany każdej osobie, która targnęła się na swoje życie[3].
- W Stanach Zjednoczonych został wydany przez wytwórnię płytową Roadrunner Records (pod oznaczeniem RR 8875-2), zaś w Polsce był dystrybuowany przez Metal Mind Productions (pod oznaczeniem 0345)[2]. Album był promowany przez teledysk do utworu "Pride"[4] (zrealizowany przez Drew Stone)[3].